# Conacul Teleki din Cuzdrioara
Conacul din Cuzdrioara, județul Cluj (strada Simion Bărnuțiu nr.1) este înscris pe lista monumentelor istorice din județul Cluj elaborată de Ministerul Culturii și Patrimoniului Național din România în anul 2010, cu cod LMI CJ-II-m-B-07586. 

## Istoric
A fost construit în secolul al XVIII-lea de către familia Teleki și adăpostește actualmente școala locală generală. 

## Imagini

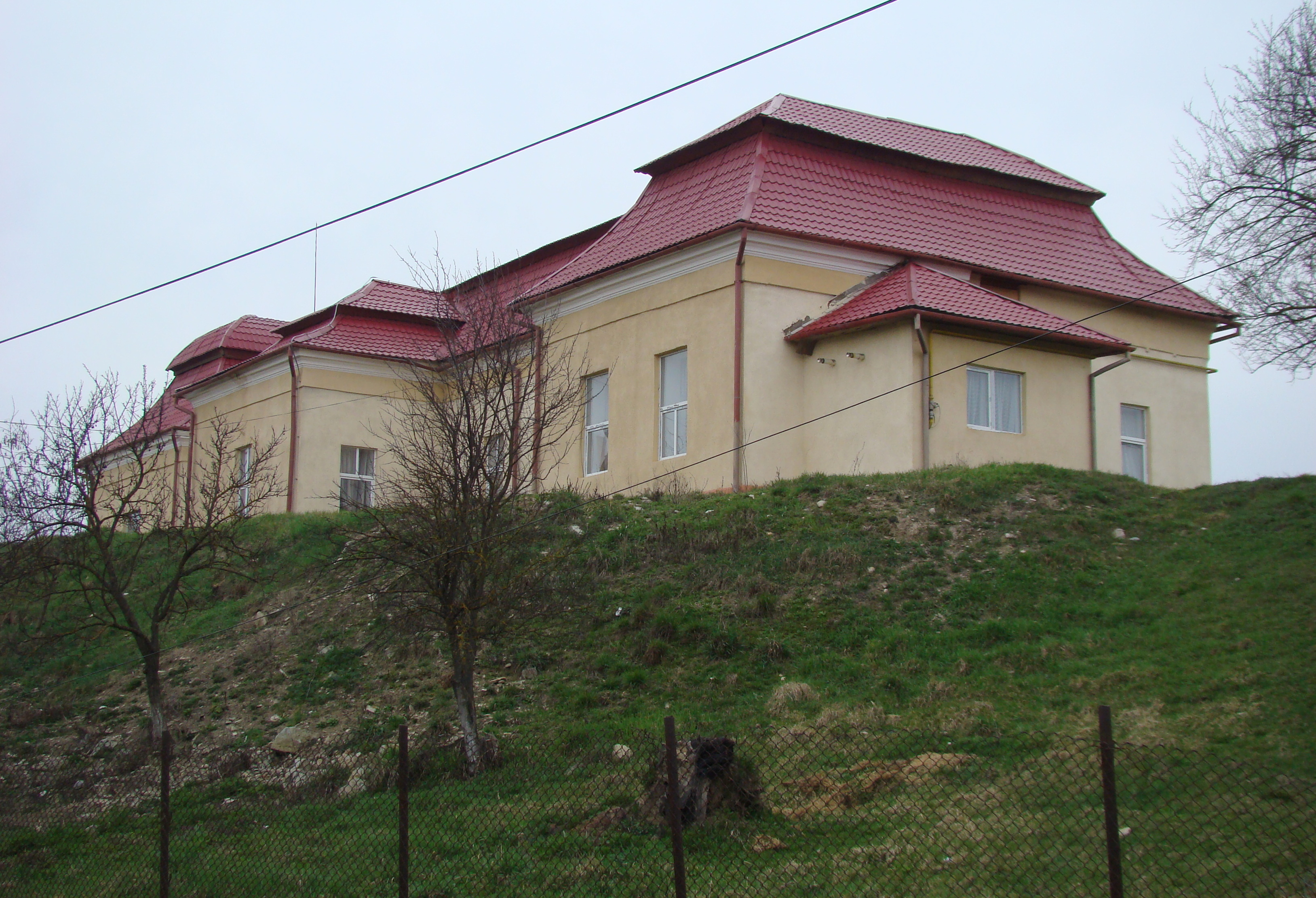
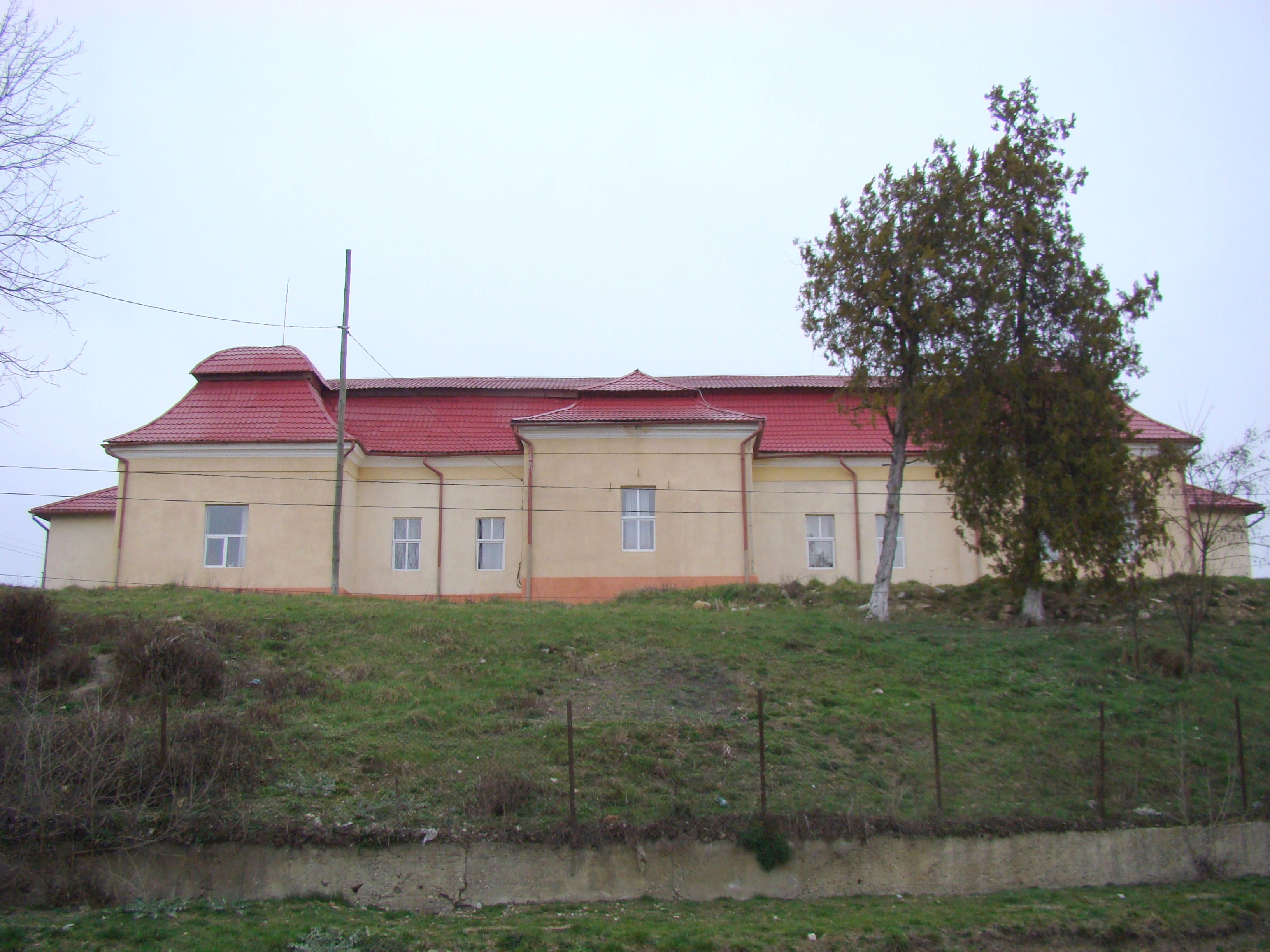
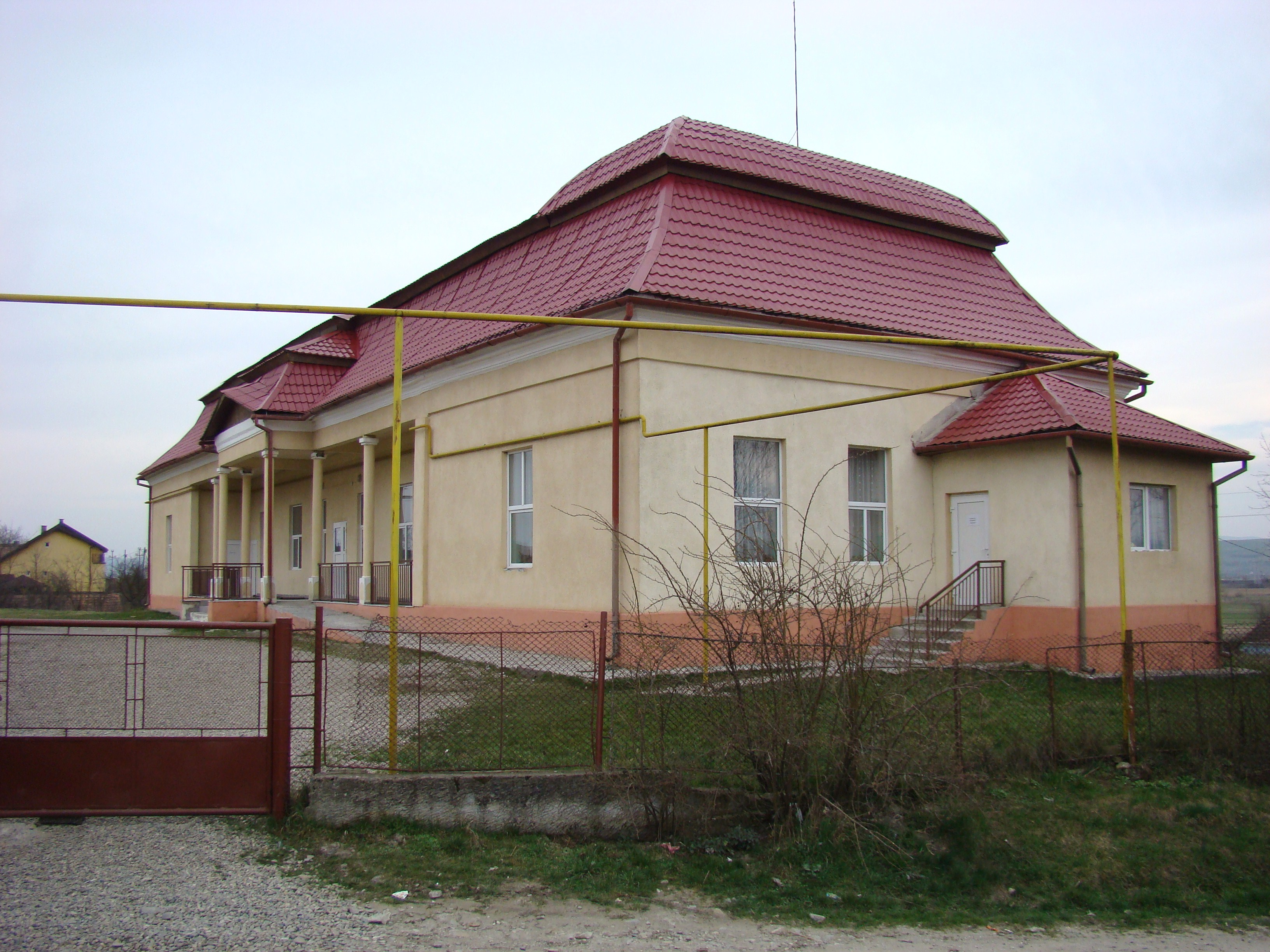
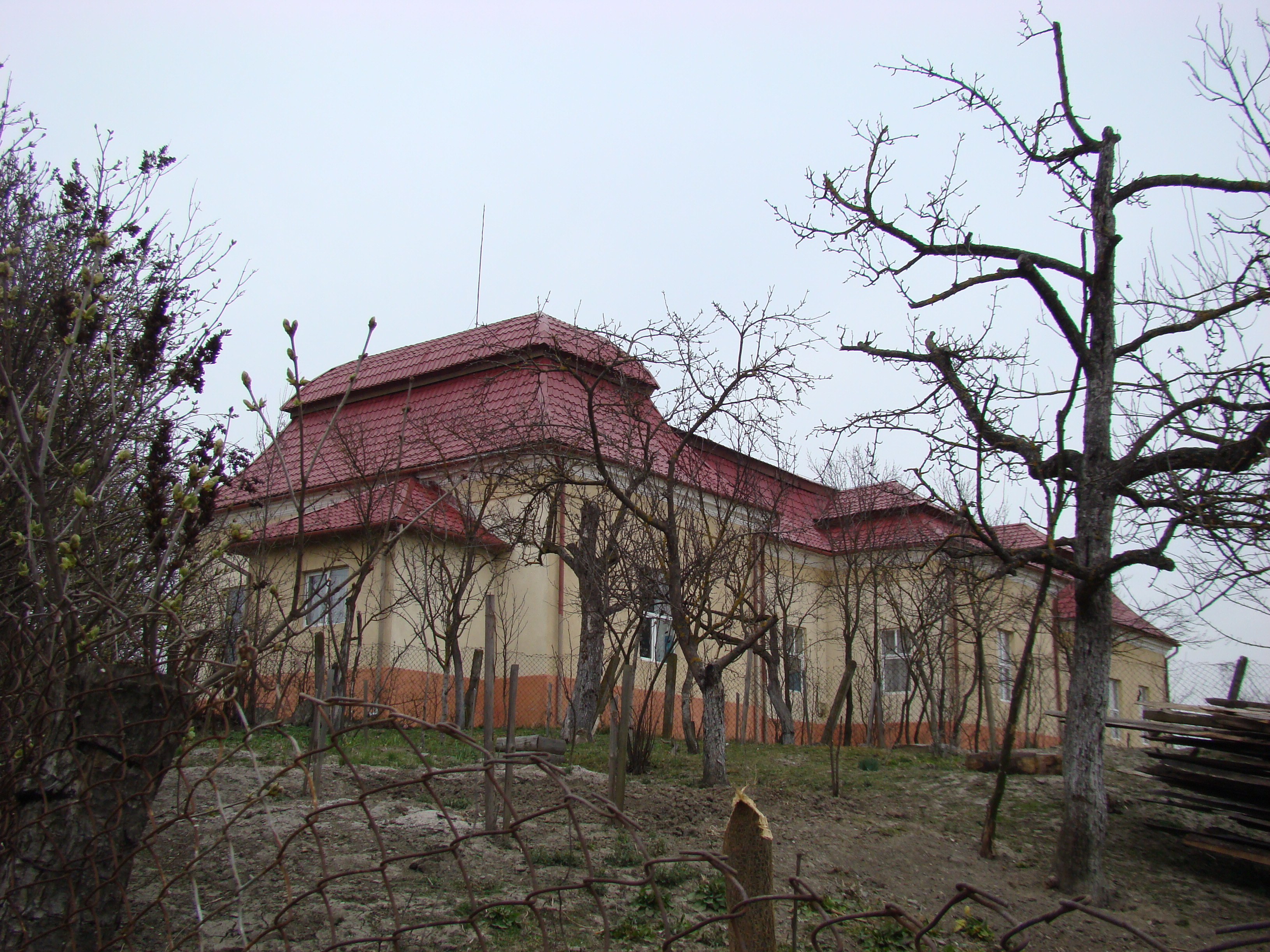
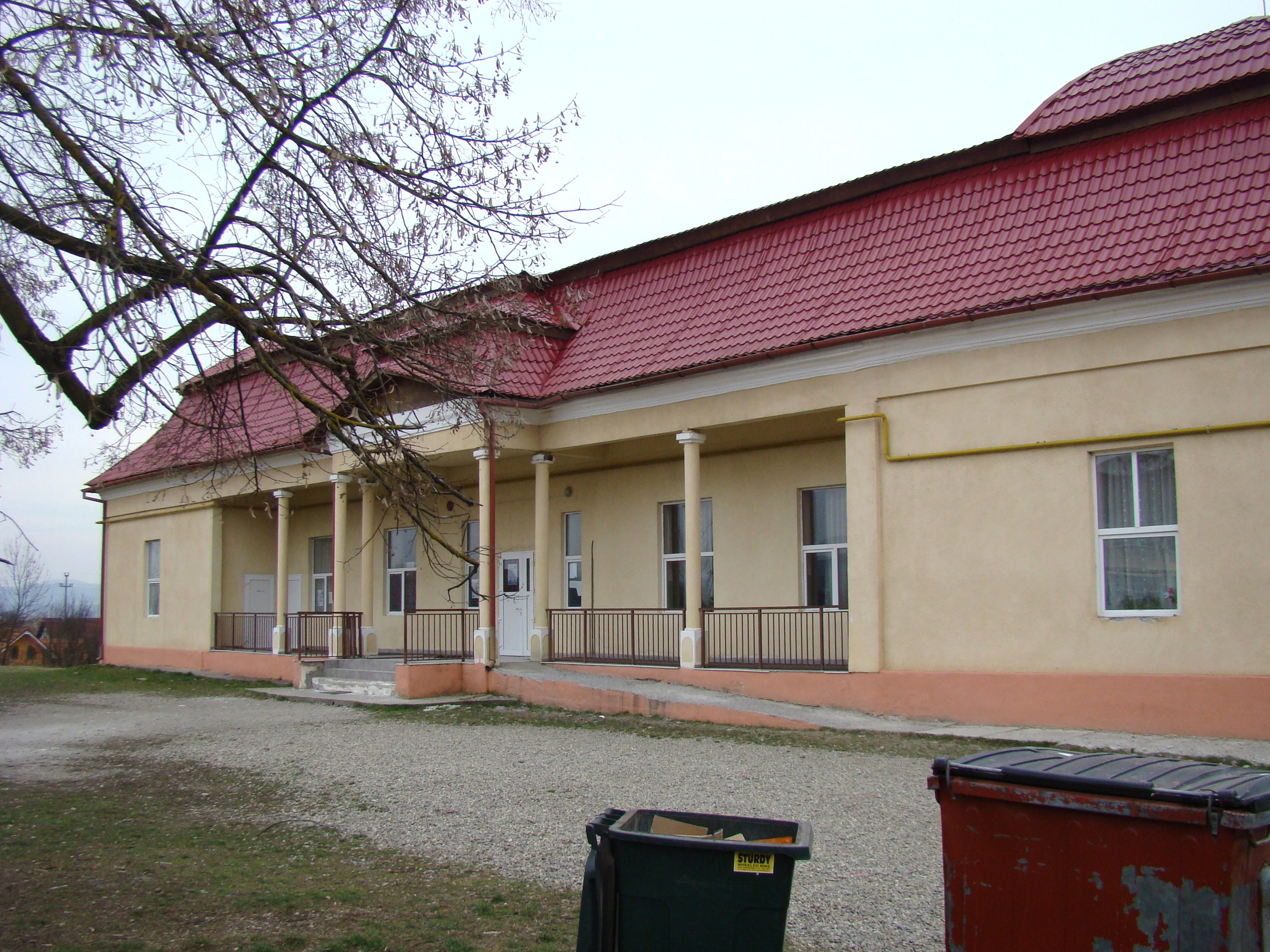
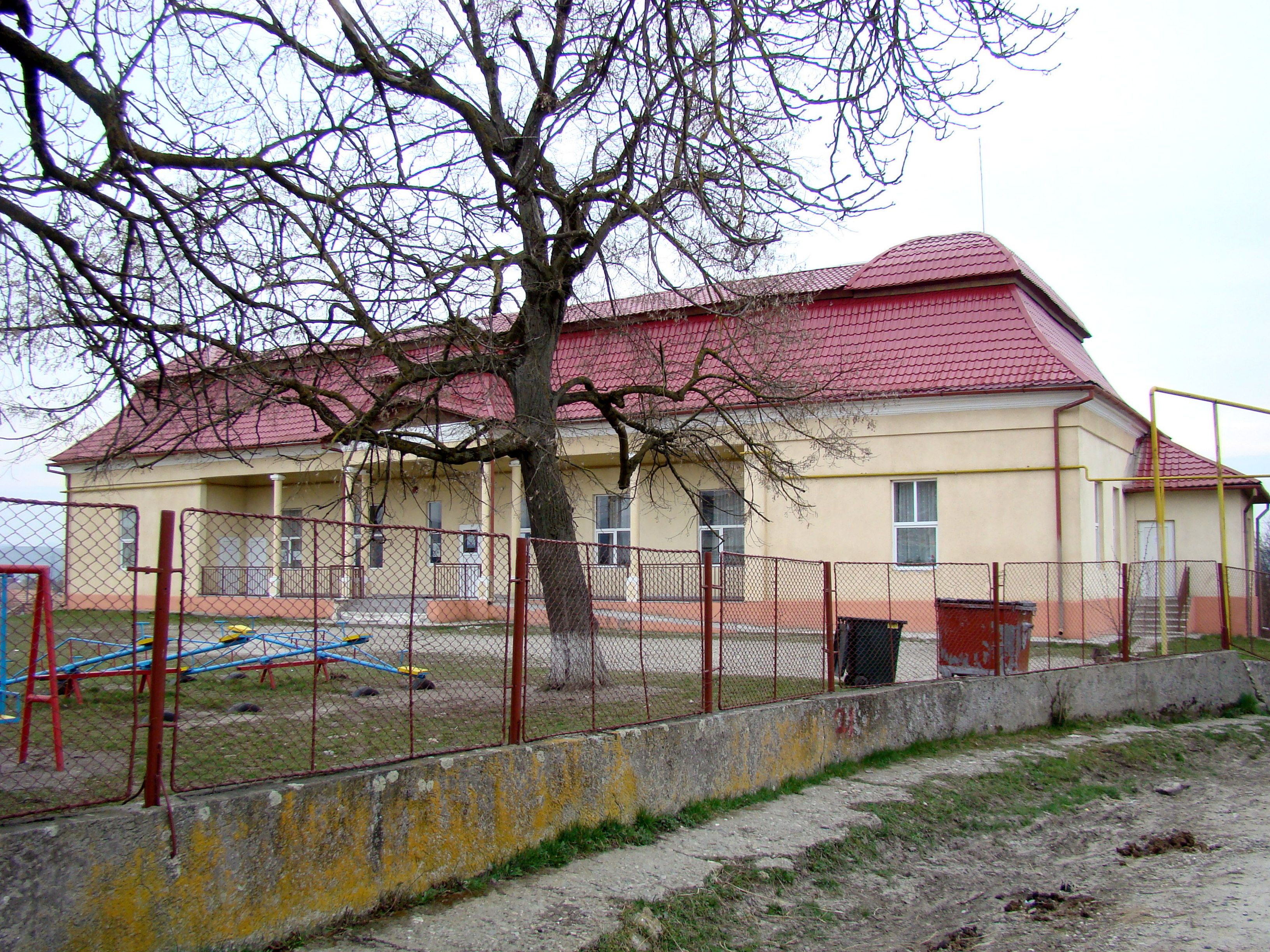